# Kontyos kígyászsas
A kontyos kígyászsas vagy bóbitás kígyászsas (Spilornis cheela) a madarak osztályának vágómadár-alakúak (Accipitriformes) rendjébe, a vágómadárfélék (Accipitridae) családjába és a kígyászölyvformák (Circaetinae) alcsaládjába, azon belül a Spilornis nembe tartozó faj.
Ez a Spilornis nembe sorolt kígyászsasok legszélesebb körben elterjedt képviselője. Korábban az összes kígyászsast e faj alfajainak tartották. Ma már ezeket külön fajoknak tekintik:
- celebeszi kígyászsas (Spilornis rufipectus)
- Fülöp-szigeteki kígyászsas (Spilornis holospilus)
- andamáni kígyászsas (Spilornis elgini)
- borneói kígyászsas (Spilornis kinabaluensis)
- nikobári kígyászsas (Spilornis minimus)

Ezek mind szigeti alakok, melyek a kontyos kígyászsastól való földrajzi elkülönülés miatt alakultak önálló fajokká.

## Előfordulása
A trópusi Ázsia számos alfajjal képviselt, elterjedt madara, Indiától Délkelet-Kínáig, Malajziáig és Indonéziáig fordul elő.
Zárt és ligetes erdőkben él.

## Alfajai
- Indiai kígyászsas (Spilornis cheela cheela), Észak-India
- Dél-indiai kígyászsas (Spilornis cheela melanotis), Dél-India
- Ceyloni kígyászsas (Spilornis cheela spilogaster), Srí Lanka
- Andamán-szigeteki kontyos kígyászsas (Spilornis cheela davisoni), Andamán-szigetek
- Burmai kígyászsas (Spilornis cheela burmanicus), Burma, Thaiföld, Laosz, Kambodzsa
- Dél-kínai kígyászsas (Spilornis cheela ricketti), Délnyugat-Kína, Vietnám
- Tonkini kígyászsas (Spilornis cheela tonkinensis), Vietnám
- Hajnani kígyászsas (Spilornis cheela rutherfordi), Hajnan
- Tajvani kígyászsas (Spilornis cheela hoya), Tajvan
- Rjúkjú-szigeteki kígyászsas (Spilornis cheela perplexus), a Japánhoz tartozó Rjúkjú-szigetek déli szigetei
- Maláj kígyászsas (Spilornis cheela malayensis), Burma déli része, Thaiföld, Malajzia, Szumátra északi része
- Batu kígyászsas (Spilornis cheela batu), Batu sziget és Szumátra déli része
- Mentawai-szigeteki kígyászsas (Spilornis cheela sipora), Mentawai-szigetek és Sipora
- Jávai kígyászsas (Spilornis cheela bido), Jáva és Bali
- Bawean-szigeti kígyászsas (Spilornis cheela baweanus), Bawean sziget
- Borneói kontyos kígyászsas (Spilornis cheela pallidus) Borneó
- Simeulue szigeti kígyászsas (Spilornis cheela abbotti), Simeulue sziget
- Nias szigeti kígyászsas (Spilornis cheela asturinus), Nias sziget
- Natuna kígyászsas (Spilornis cheela natunensis), Natuna sziget, Bunguran és Billiton sziget
- Palawani kígyászsas (Spilornis cheela palawanensis), a Fülöp-szigetekhez tartozó Palawan, Balabac és Calamian szigetek

## Megjelenése
Testhossza 75 centiméter. Egyenesen ülő, zömök, nagy fejű madár, fejének formáját meghosszabbodott tarkótollai határozzák meg. Világos vörösesbarna hasát világosabb foltok borítják, sötétebb háta is hasonló.
Röpképe jellegzetes: szárnyának elülső éle egyenes, enyhén előrehajló, hátsó éle jóval hajlottabb, farka viszonylag hosszú, többé-kevésbé egyenes végű. Feltűnő két széles, sötét faroksávja, a keskeny, sötét sáv szárnyai hátsó részén, valamint evezőtollainak fekete csúcsa.
Gyakran hallatja magas, átható és hangos "ju vííí" kiáltását.
|  |

## Életmódja
A kontyos kígyászsas a sűrű trópusi erdők fakoronája alatt vadászik, de gyakran kijön a nyílt, füves pusztákra is, ilyenkor megfigyelhető siklórepülése és hallható jellegzetes hangja az utak mentén, vagy a lazán beépített területeken.
Tápláléka hüllőkből, főként kígyókból áll, ezeket döglötten is fölszedi a talajról. Olykor kisemlősöket és madarakat is elejt.

## Szaporodása
A madár méretéhez képest viszonylag kis fészkét minden évben újra építi, elég magasra, egy, a törzshöz közeli elágazásba. Csak egyetlen tojást rak. A tojó egyedül kotlik, miközben a hím látja el táplálékkal. A fiókát mindkét szülő eteti.